# الجدار الشرقي (خط دفاعي)
الجدار الشرقي (بالألمانية: Ostwall، بالروسية: Восточный вал) خط دفاعي ألماني في مواجهة الجبهة الشرقية نشَأَ في أعقاب معركة كورسك وما نتج عنها من هزيمة ساحقة للقوات الألمانية وعليه قرر أدولف هتلر بناء الجدار الشرقي بعد تأكده من أن انسحاب القوات الألمانية من الجبهة الشرقية أمرًا محتومًا لا مفر منه، وعليه جائت قراراته التالية لهذه المعركة، ومنها القرار بإنشاء الجدار الشرقي، كخطوةٍ منه لرسم حدٍ لا تستطيع القوات الألمانية نفسها التراجع خلفه.
بدأ الجدار الشرقي عند مدينة ميليتوبول الأوكرانية جنوبًا ثم اتجه شمالًا حتى نهر الدنيبر فالعاصمة الأوكرانية كييف ونهر ديسنا حتى تشيرنيغوف متخذًا خطًا موازيًا للساحل الغربي لبحيرة بيبوس ومنتهيًا عند نارفا على خليج فنلندا، وعلى الرغم من ذلك انهار الجدار الشرقي على يد القوات المسلحة السوفيتية والجيش الأحمر في أعقاب معركة الدنيبر.

## طالع أيضًا
- خط ستالين
- خط بانثر ووتان

## وصلات خارجية
- (بالإنجليزية) Bunkry Ostwall, MRU Pętla Boryszyńska - جبهة أودرا-فارتا الحصينة